# Lac Missinaibi
Le lac Missinaibi est une étendue d'eau située dans la province de l'Ontario à une soixantaine de kilomètres au Nord de la ville de Chapleau.

## Présentation
Le lac Missinaibi s'étend au cœur de la Réserve de chasse de la Couronne de Chapleau qui est une réserve naturelle et une réserve de chasse. Le lac Missinaibi est situé dans la  division territoriale du nord-est de l'Ontario, sur le district de Sudbury et le district d'Algoma.
Le lac s'écoule par son émissaire principal, la rivière Missinaibi qui est un affluent de la rivière Moose qui se jette dans la baie d'Hudson.
Le nom de Missinaibi désigne en langue amérindienne "images sur l’eau" en raison de nombreux pétroglyphes
Le lac est le lieu de vie du doré jaune, une espèce de perche ainsi que du grand brochet et du grand corégone, poissons qui affectionnent les plans d'eau importants, tous originaires d'Amérique du Nord.
Depuis 2004, la rivière Missinaibi est inscrite au réseau des rivières du patrimoine canadien, en raison de l’importance de son rôle dans l’histoire des Autochtones amérindiens (nombreux pétroglyphes), de l'histoire de la traite des fourrures et dans l’exploitation forestière.